# Arvid Lindau
Pour les articles homonymes, voir Lindau (homonymie).
Arvid Vilhelm Lindau est un pathologiste suédois, né en 1892 à Malmö, mort en 1958.

## Biographie
Arvid Vilhelm Lindau a étudié la médecine à l'Université de Lund, et y a reçu son diplôme en 1923. Quand il a publié sa thèse sur les kystes cérébelleux et leur rapport à l'angiomatose de la rétine : Kleinhirncysten. Bau, und Pathogenese zur Beziehungen retinae Angiomatosae, il travaillait à l'Institut d'Anatomie Pathologique de Lund.
 
Lindau a ensuite reçu une formation de bactériologiste à Copenhague puis à l'Université Harvard, Boston. En 1933 il obtient la chaire de pathologie générale, bactériologie et science de la santé générale (hälsovårdslära de l'allmän) à Lund.

Il s'est intéressé principalement à la bactériologie clinique : tuberculose bovine, le sarcome de Boeck, chimiothérapie et chimiorésistance dans les infections bactériennes, la réaction de Wassermann et les problèmes de transfusions du sang. En plus de sa carrière médicale, Lindau était un homme politique et un musicien actif.

## Sources
- Ressource relative à la recherche :   - Who Named It?
- Notices dans des dictionnaires ou encyclopédies généralistes :   - Dictionnaire biographique suédois
  - Enciclopedia De Agostini
  - Nationalencyklopedin
  - Treccani
  - Visuotinė lietuvių enciklopedija
- Notices d'autorité :   - VIAF
  - ISNI
  - IdRef
  - GND
  - Pays-Bas
  - Suède
- Biotop